# Jesús Blanco Villar
Jesus Blanco Villar (Rois (A Coruña), 26 maart 1962) is een voormalig Spaans wielrenner. Hij was beroepsrenner tussen 1982 en 1998. Tegenwoordig is hij ploegleider van de Spaanse ploeg Xacobeo-Galicia.

## Belangrijkste overwinningen
1985
- Proloog Ronde van Andalusië
- 2e etappe Ronde van Murcia
- Ronde van Valencia
- Ronde van Galicië

1987
- Proloog Ronde van Andalusië

## Resultaten in voornaamste wedstrijden
| Jaar | Ronde van Italië | Ronde van Frankrijk | Ronde van Spanje |
| ---- | ---------------- | ------------------- | ---------------- |
| 1982 |                  |                     | opgave           |
| 1983 |                  |                     | 45e              |
| 1984 |                  |                     | 30e              |
| 1985 |                  |                     | opgave           |
| 1986 |                  | 25e                 | 16e              |
| 1987 |                  | opgave              | 25e              |
| 1988 |                  | 35e                 | 7e               |
| 1989 | 25e              |                     | 16e              |
| 1990 |                  |                     | opgave           |
| 1991 |                  |                     | 36e              |
| 1993 |                  |                     | 25e              |

| Jaar |  | WK op de weg |  | Wereldranglijsten |
| ---- |  | ------------ |  | ----------------- |
| 1982 |  |              |  |                   |
| 1983 |  |              |  |                   |
| 1984 |  |              |  |                   |
| 1985 |  |              |  |                   |
| 1986 |  | 12e          |  |                   |
| 1987 |  |              |  |                   |
| 1988 |  |              |  | 58e (UWB)         |
| 1989 |  |              |  |                   |
| 1990 |  |              |  |                   |
| 1991 |  |              |  |                   |
| 1993 |  |              |  |                   |